# Іспанські Нідерланди
Іспа́нські Нідерла́нди (ісп. Países Bajos Españoles, нід. Spaanse Nederlanden, фр. Pays-Bas espagnols) — назва Габсбурзьких Нідерландів з 1556 року до розподілу Північних та Південних Нідерландів у 1585 році. Між 1543 і 1581 роками до цієї геополітичної одиниці також застосовували назву Сімнадцять провінцій.
Іспанські Нідерланди належали герцогам Бургундії, діставшись у спадок від Габсбургів в особі імператора Священної Римської імперії, короля Іспанії Карла V. Свою «бургундську спадщину» — отримані 1516 року від свого батька Філіпа Красивого Бургундію та Нідерланди — він заповів своєму сину Філіпу II, королю Іспанії. Ці князівства були в іспанському володінні упродовж XVI—XVIII століть.
Нині Іспанські Нідерланди приблизно відповідають Бельгії (за винятком князівства Льєж), Люксембургу, нинішнім Нідерландам, а також північній частині Па-де-Кале.
Нідерланди Габсбургів стали цілковито іспанськими відповідно до Прагматичної санкції 1549 року та зреченням імператора й короля Карла V 16 січня 1556 року іспанської корони з передачею іспанського престолу та Нідерландів своєму сину Філіпу II.

## Політична історія

### Утворення держави

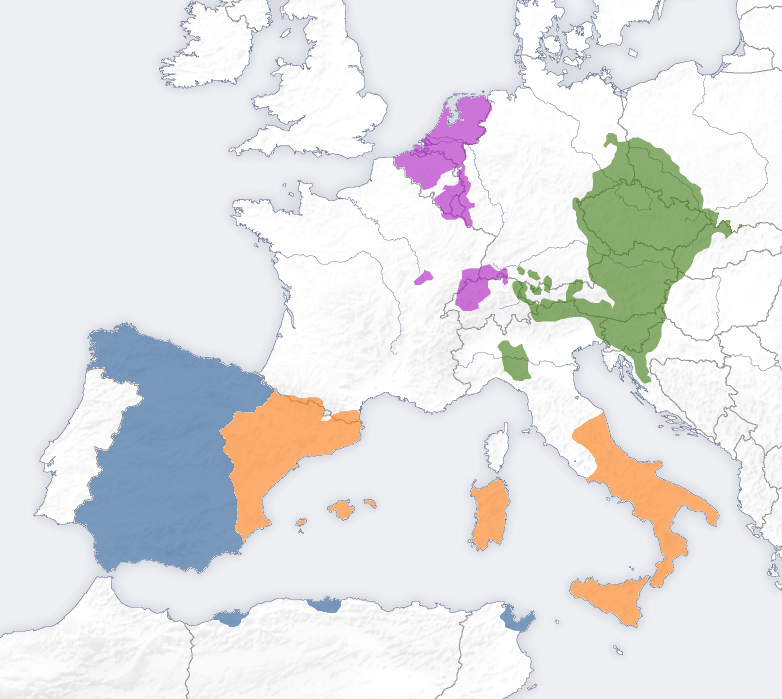
Нідерланди у Священній Римській імперії за Карла V

Перш ніж опинитись під контролем Іспанії, Нідерландські провінції були об'єднані під однією короною герцогів Бургундських, а потім Карла V. У 1516 році він прийняв іспанську корону як Карл I, а у 1519 році став імператором Священної Римської імперії. В результаті під владою Габсбургів опинились величезні території — Німеччина, Австрія, Нідерланди, частина Італії, Іспанія та її колонії в Америці. Правителем Сімнадцяти провінцій Карл V був у період 1515—1555 років.
В адміністративній структурі округів Священної Римської імперії землі Нідерландів входили до складу Бургундського округу. У 1548 році Карл змінив статус цієї адміністративної одиниці, щоб більш тісно об'єднати різні його землі. На імперському сеймі в Аугсбурзі Бургундський округ (включаючи Фрисландію та низку інших земель, приєднаних за Карла V до нідерландських володінь Габсбургів) був оголошений єдиним неподільним комплексом земель у складі 17 провінцій. Округ отримав незалежність, зокрема, від імперського рейхстагу, рішення якого перестали бути для нього обов'язковими.
Наступного, 1549 року Карл V видав едикт «Прагматичну санкцію», за якою Нідерланди стали окремою державою, незалежною від Священної Римської імперії й Королівства Франції. Вищий суверенітет над Нідерландами було передано володарям з Габсбурзького дому. Управління Нідерландами було передано наміснику (генеральний штатгальтер, статхаудер), при якому існувала Державна рада. Більшість у цій раді належала місцевій, нідерландській аристократії. Найвищим станово-представницьким органом стали Генеральні штати. Більша частина центральних органів управління Нідерландів була зосереджена у Брюсселі. Пізніше, у 1581 році він став фактичною столицею держави.
«З точки зору міжнародного права Нідерланди стали незалежною державою, залишаючись пов'язаними з іншими державами у володіннях дому Габсбургів тільки у сфері зовнішньої політики.»
Для Карла V це не було самоціллю. Затверджуючи Прагматичну санкцію на Генеральних штатах, імператор був упевнений, що контроль над Сімнадцятьма провінціями залишиться в руках дому Габсбургів. У порівнянні з іспанською короною вони представляли набагато більшу цінність. За правління Карла з 5 мільйонів золотих річного прибутку всього королівства 2 мільйони надходило з нідерландських провінцій, у той час як Америка та Іспанія окремо забезпечували тільки по 1 мільйону, тобто, вчетверо менше.

### Правління Філіпа II

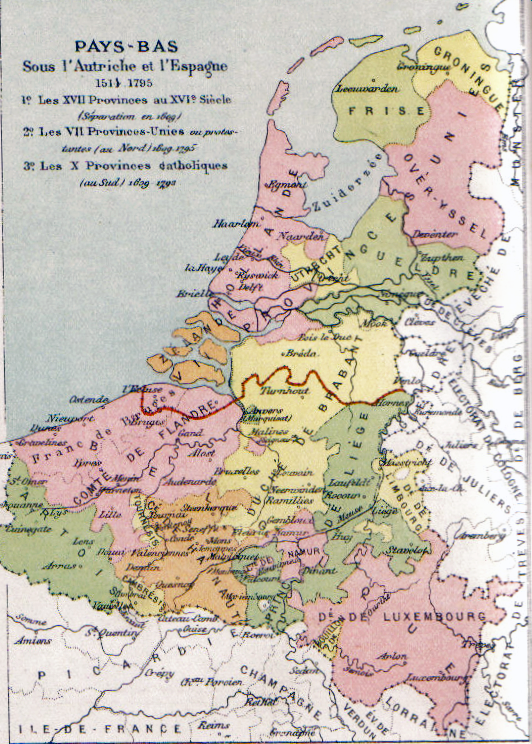
Склад Іспанських Нідерландів

Від свого суверенітету над неавстрійськими володіннями, включаючи Нідерланди, Карл V відмовився 25 жовтня 1555 року на користь свого сина Філіпа. 16 січня 1556 він аналогічно передав йому й іспанську корону. В результаті розділу імперії Філіп II отримав Іспанію, Королівство обох Сицилій, Нідерланди, Франш-Конте, Мілан, володіння в Америці та Африці. Посилюючи вертикаль влади (абсолютизм), Філіп позбавив Арагон і Кастилію, а також Каталонію — економічно найважливіші для імперії регіони — значної частини середньовічних вольностей.
У той час, як Карл V був уродженцем Нідерландів, Філіп II був для цієї країни іноземцем, вихованим в Іспанії. До цього додався конфлікт з централізованим урядом та релігійний розкол, в якому король як католик почав рішучу боротьбу з «протестантською єрессю». Ця політика Філіпа II спричинила невдоволення, а потім і виступи опозиційно налаштованих шарів нідерландського дворянства й аристократії. В опозицію королю стали принц Вільгельм Оранський, граф Егмонт, граф Горн та інші.
Опозиція організувалась в Союз згоди («Компроміс»), від імені якого 5 квітня 1566 в Брюсселі іспанській намісниці Маргариті Пармській було вручено петицію з вимогами припинити релігійні переслідування, відбирати історичні «вольності» і скликати для розв'язання проблем Генеральні штати. В маніфесті у відповідь 25 серпня 1566 року намісниця пішла на ряд поступок. Вона пообіцяла амністію членам союзу дворян. Вони цілком прийняли її умови, розпустили свій союз, й разом з урядовими військами приступили до збройного придушення повстання, прагнучи вислужитись за попередні «гріхи». 25 серпня принц Оранський доповідав у листі Маргариті Пармській, що за його наказом на ринковому майдані були повішені два іконоборці, а ще дванадцятьох було покарано інакше.

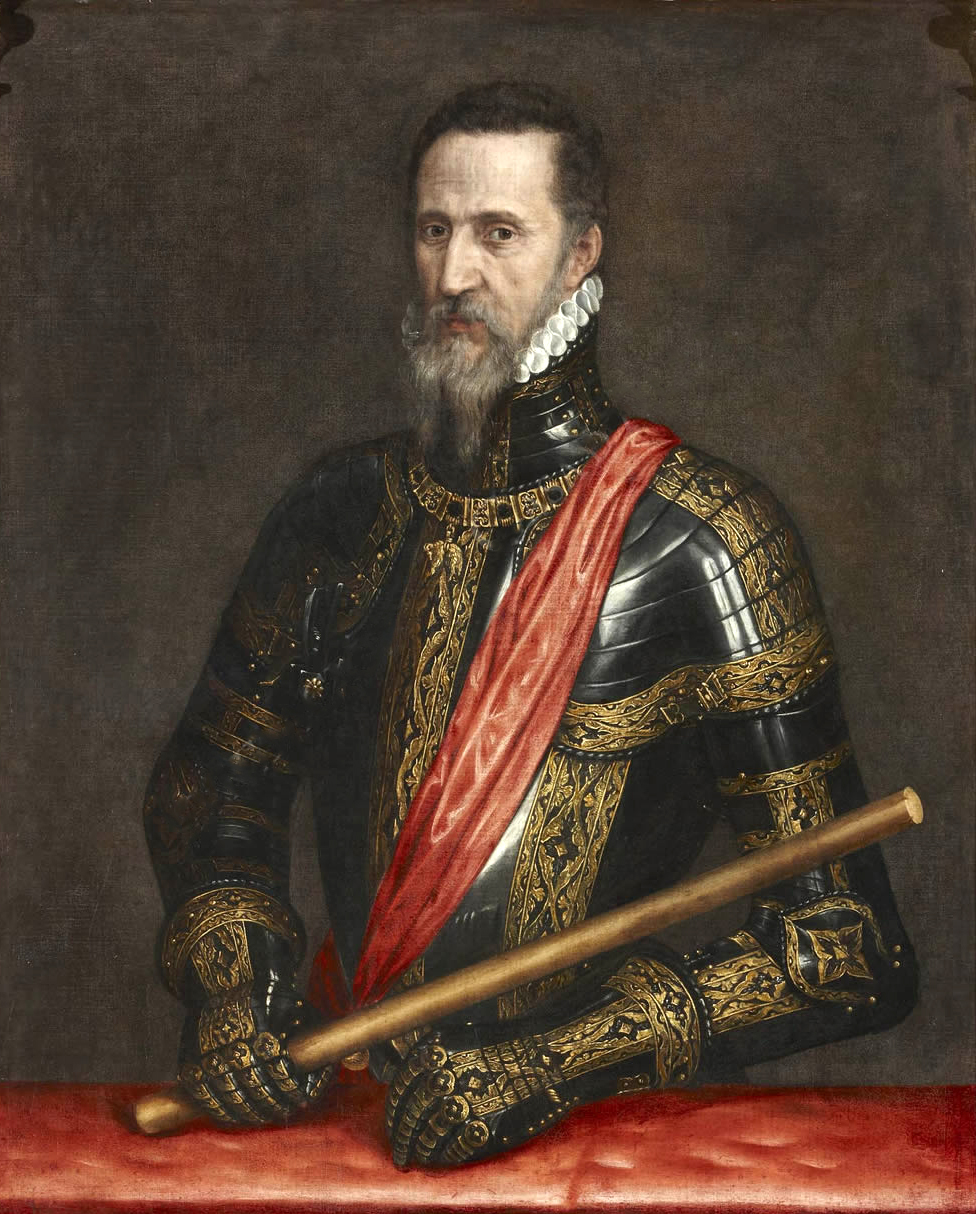
Герцог Альба роботи Тиціана (1507—1582)

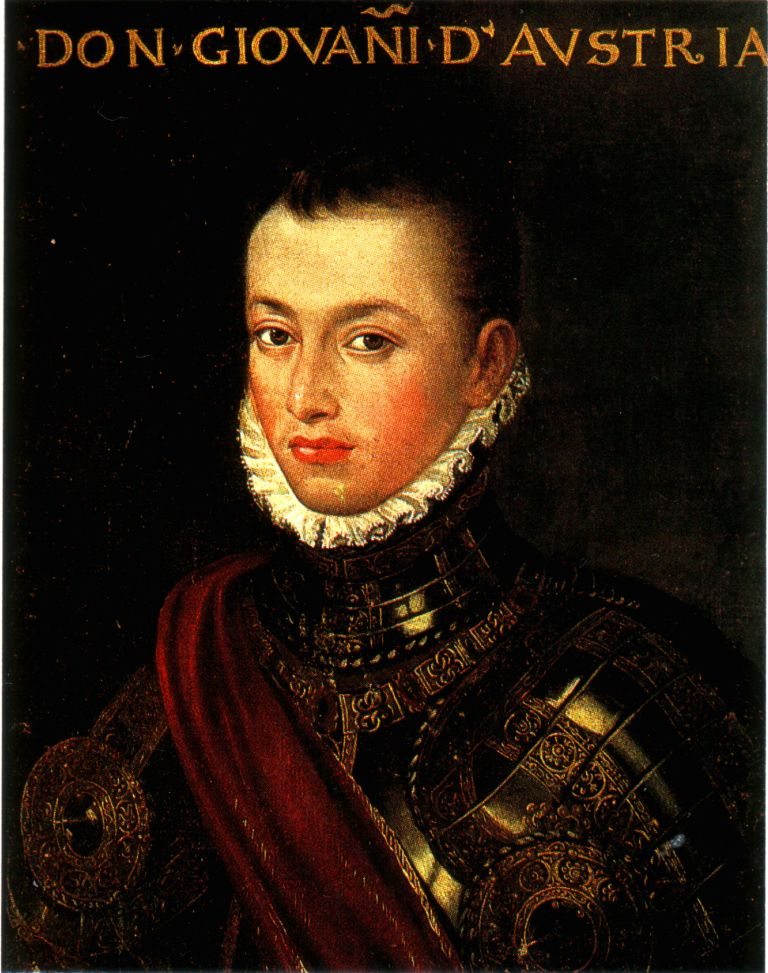
Хуан Австрійський
(1547—1578)

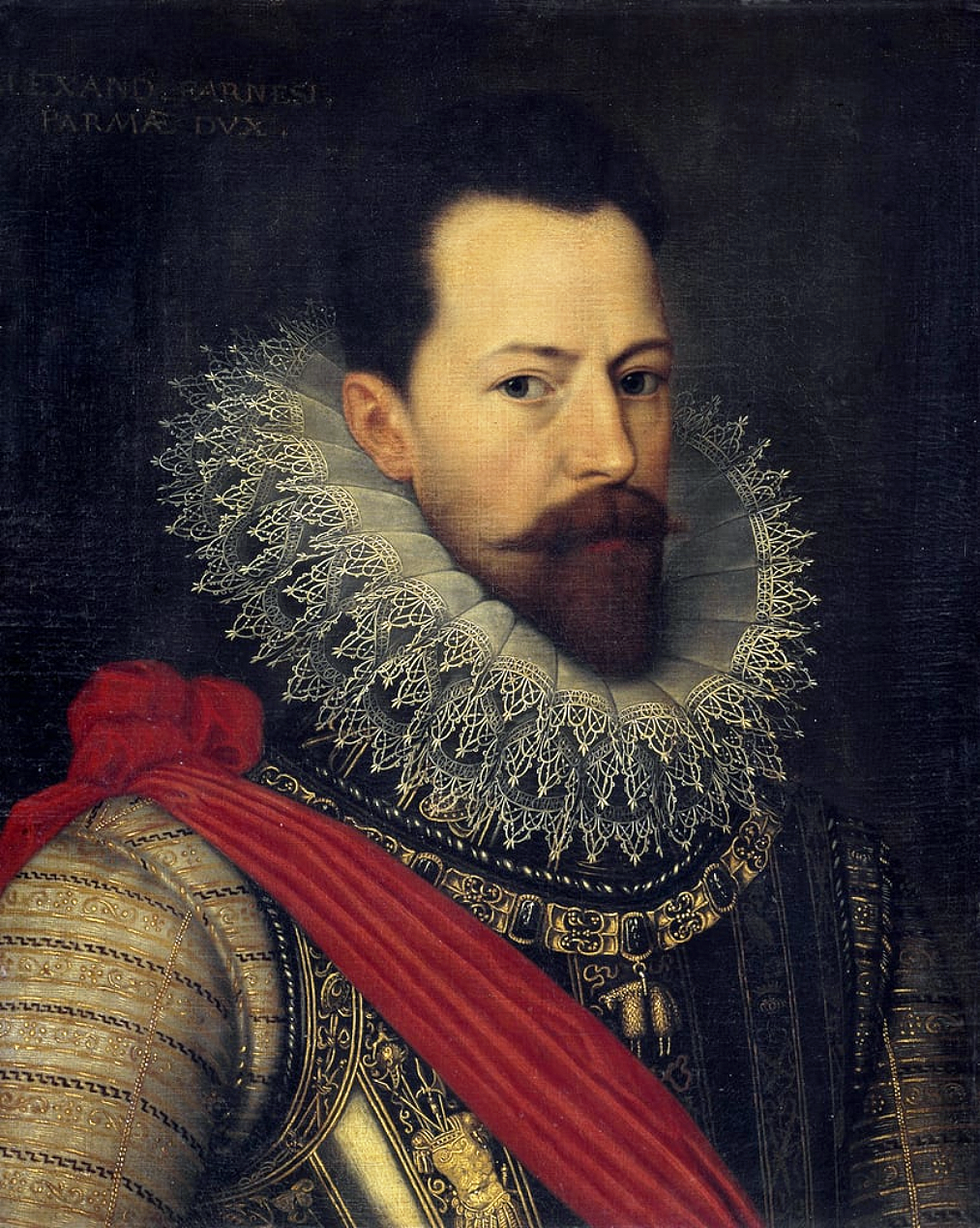
Алессандро Фарнезе
(1545—1592)

Тим не менше, царювання Філіпа II було відзначено низкою масових заворушень — почалась Нідерландська революція:
- У серпні 1566 року у Фландрії почалось Іконоборче повстання.
- Влітку 1567 року до Нідерландів вступили іспанські війська під командуванням герцога Альби (Фернандо Альварес де Толедо).

- У 1568 й 1572 роках Вільгельм Оранський, що втік до Німеччини, спираючись на допомогу німецьких протестантських князів та французьких гугенотів, двічі вторгався до Нідерландів з військами. В обох акціях принц зазнав поразки.
- 1 квітня 1572 року після взяття морськими гезами міста Брілле почалось загальне повстання в Голландії й Зеландії. Влітку того ж року, зібравшись у Дордрехті, представницькі органи (штати) цих провінцій, що повстали, прийняли низку важливих рішень з організації влади.
- Восени 1572 року Вільгельму Оранському була вручена вища виконавча влада й верховне воєнне командування. Оборона Гарлема в грудні 1572 — липні 1573 року, Алкмара у 1573 році й Лейдена в жовтні 1573 — жовтні 1574 року завершились поразками від іспанської армії. Однак 1573 року іспанський уряд був змушений відкликати Альбу з Нідерландів.
- У 1574 році в Дордрехті відбулось засідіння синоду, який заклав міцні організаційні основи кальвіністської церкви на півночі країни. Кальвінізм став духовним стягом, під яким розгорнулась боротьба за ліквідацію іспанського панування й феодального свавілля.
- Після переможного антиіспанського повстання 4 вересня 1576 року в Брюсселі центр антиіспанського руху перемістився на південні провінції.
- Восени 1576 року було скликано Генеральні штати усіх нідерландських провінцій, і 8 листопада 1576 року було оприлюднено Гентське умиротворення (фр. la Pacification de Gand, див. Нідерландська революція) — угода між північною (кальвіністською) та південною (католицькою) провінціями.
- 12 лютого 1577 року Генеральні штати уклали з новим іспанським намісником доном Хуаном Австрійським Довічний едикт — угоду про примирення з іспанським королем на умовах визнання ним Гентського умиротворення.
- Однак вже 24 червня 1577 року дон Хуан захопив фортецю Намюр і став збирати сили для придушення нідерландської революції.
- У вересні 1577 року до Брюсселя з Голландії прибув Вільгельм Оранський, якого обрали рувардом (правителем) Брабанту. Керівництво політичним життям країни перейшло до його рук.
- В жовтні 1578 року помер іспанський намісник дон Хуан, якого змінив умілий політик і полководець Алессандро Фарнезе.
- Восени 1578 року каральні акції Вільгельма спричинили повстання провінції Геннегау, яке очолили католицькі дворяни. До них приєднались дворяни Артуа, Дуе й Орші. 6 січня 1579 вони уклали між собою Аррасську унію й фактично відокремились від повсталих протестантських провінцій.
- У відповідь на це провінції Півночі підписали 23 січня 1579 року Утрехтську унію, до якої пізніше долучились протестантські міста Фландрії та Брабанту.
- 17 травня 1579 року аррассці уклали сепаратну угоду з Філіпом II.
- 15 червня 1580 Філіп II видав указ, що оголошував принца Оранського поза законом.
- 26 липня 1581 року Генеральні штати відповіли на це зустрічним актом про скинення Філіпа II й оголосили Нідерланди незалежними від Іспанії.